# الخروج من كومبتون
الخروج من كومبتون (بالإنجليزية: Straight Outta Compton)‏ هو فيلم سيرة ذاتية ودراما أمريكي 2015 من إخراج إف غاري غراي، يروي قصة فرقة الهيب هوب أن.دبليو.أي. اسم الفيلم مأخوذ من عنوان الألبوم الأول للفرقة. الفيلم من بطولة أوشي جاكسون جونيور وكوري هوكنز وجيسون ميتشل وبول جياماتي.
صدر الفيلم في 14 أغسطس، 2015 وتلقى مراجعات إيجابية من النقاد.

## القصة
يروي الفيلم سيرة فرقة الراب «أن.دبليو.أي» التي أثارت صدمة عند ظهورها في العام 1988 بأغان احتجاجية، منها ما يشتم الشرطة وينتقد تعاملها مع المواطنين من أصول أفريقية.
ويتتبع الفيلم مسيرة هذه المجموعة التي كان لها الفضل في الترويج لموسيقى «غانغستا راب» أو موسيقى راب العصابات التي تعكس عنف حياة الشباب في مدينة كومبتون بولاية كاليفورنيا الأميركية، إضافة إلى اطلاق المسيرة الفنية للمغني دكتور دري الذي قرر اختتام مسيرته الفنية أخيراً.
ويوثق الفيلم أيضاً الخلافات التي دبت بين أعضاء الفرقة ومن ثم المصالحات بينهم، خصوصاً في العام 1995 بعد وفاة رفيقهم ايزي أي مصاباً بمرض الإيدز.

## الممثلون والشخصيات
- أوشي جاكسون جونيور بدور "آيس كيوب"
- كوري هوكينز بدور "دكتور دري"
- جيسون ميتشل بدور "إيزي إي"
- بول جياماتي بدور "جيري هيلر"

## الميزانية والإيرادات
بلغت تكلفة إنتاج الفيلم حوالي 28 مليون دولار بينما حقق أرباحا تقدر بـ 201 مليون دولار علي مستوى العالم.

## وصلات خارجية
- الخروج من كومبتون على موقع IMDb (الإنجليزية)
- الخروج من كومبتون على موقع ميتاكريتيك (الإنجليزية)
- الخروج من كومبتون على موقع روتن توميتوز (الإنجليزية)
- الخروج من كومبتون على موقع نتفليكس (الإنجليزية)
- الخروج من كومبتون على موقع قاعدة بيانات الأفلام العربية
- الخروج من كومبتون على موقع ألو سيني (الفرنسية)
- الخروج من كومبتون على موقع أول موفي (الإنجليزية)
- الخروج من كومبتون على موقع بوكس أوفيس موجو (الإنجليزية)
- الخروج من كومبتون على موقع فيلمافينيتي (الإسبانية)
- الخروج من كومبتون على موقع قاعدة بيانات الأفلام السويدية (السويدية)